# Tizi Ntakoucht
Tizi Ntakoucht (en àrab تيزي نتاكوشت, Tīzī Ntākūxt; en amazic ⵜⵉⵣⵉ ⵏ ⵜⴰⴽⵓⵛⵜ) és una comuna rural de la província de Chtouka-Aït Baha, a la regió de Souss-Massa, al Marroc. Segons el cens de 2014 tenia una població total de 1.368 persones.